# Custinne
Custinne is een plaats en deelgemeente van de Belgische gemeente Houyet. Custinne ligt in de Waalse provincie Namen en was tot 1 januari 1977 een zelfstandige gemeente.

## Demografische ontwikkeling
- Bronnen:NIS, Opm:1831 tot en met 1970=volkstellingen, 1976= inwoneraantal 31 december

## Geschiedenis
Tijdens de middeleeuwen was Custinne een leen van het graafschap Rochefort. De heren van Custinne verwierven in de 15e eeuw kastelen in Lombut, Villy, en Auflance, een Frans domein waar ze gingen wonen. Een tak van de familie verwierf in de 18e eeuw Condé-sur-Moselle, heerlijkheid die werd omgedoopt tot Custines.
In de bossen van Custinne ligt la tombe du loup, een gedenksteen op de plaats waar Leopold I in 1845 een van de laatste wolven van zijn koninkrijk afschoot.

## Afbeeldingen

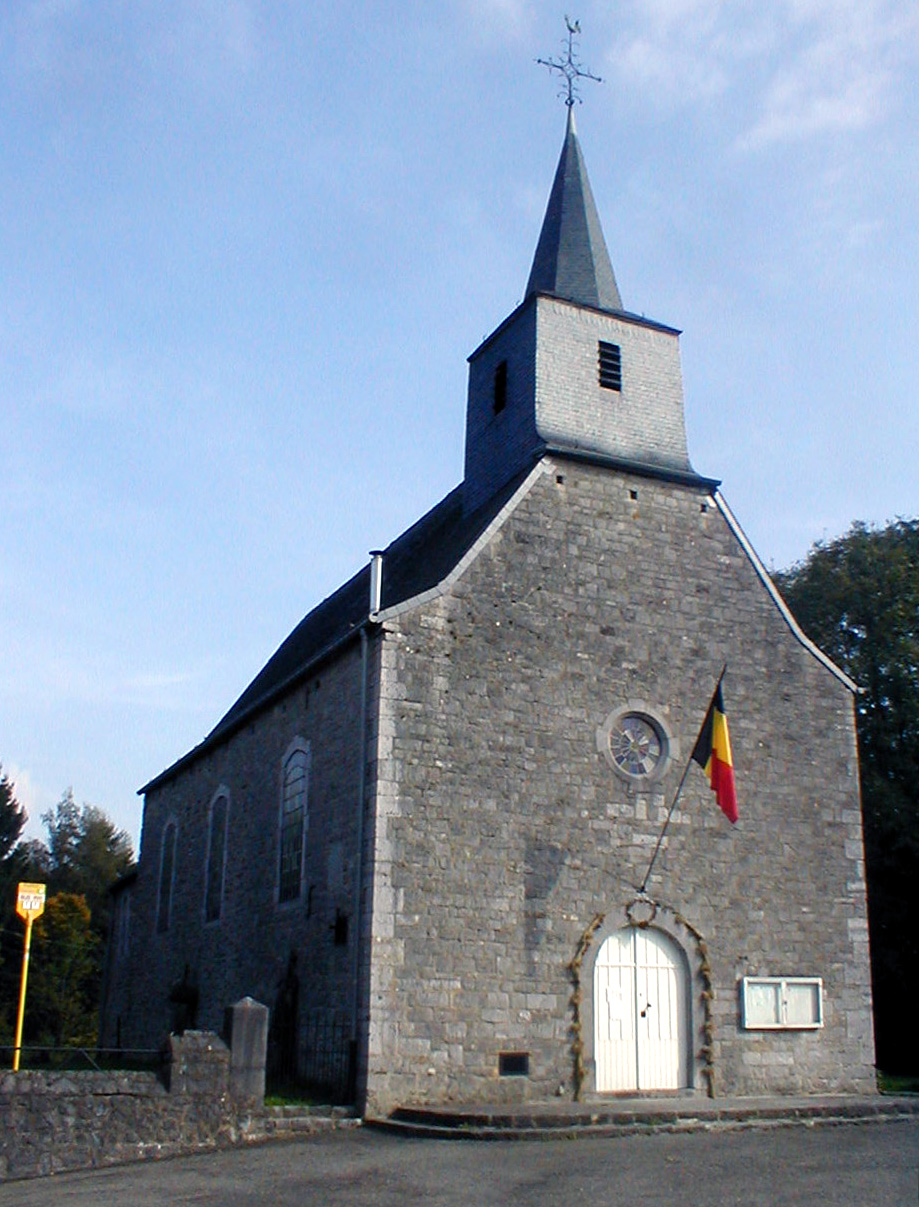
Sint-Helenakerk (1837)
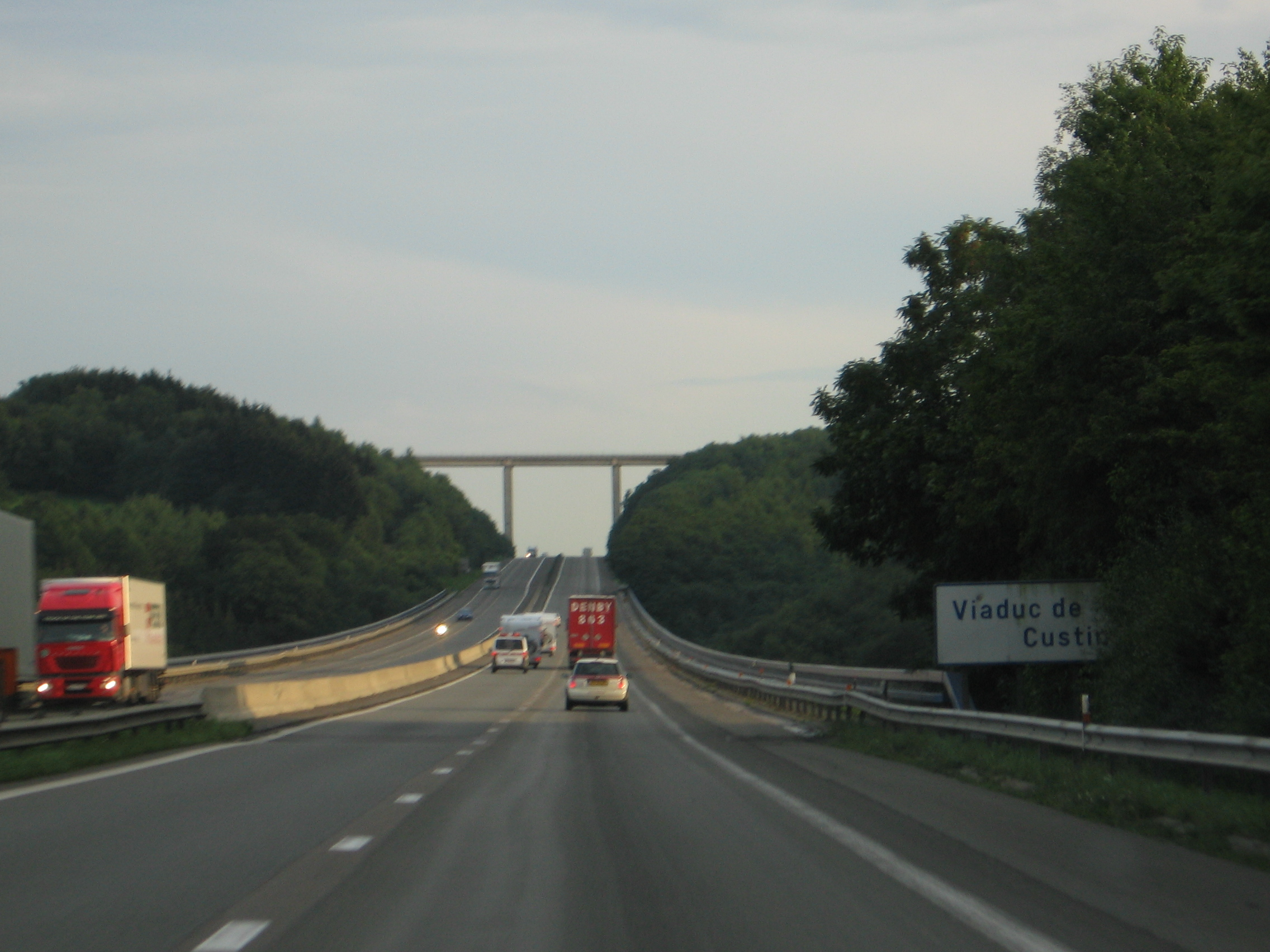
Viaduct van Custinne op de E411

## Voetnoten
1. ↑  Leopold I, de eerste koning der Belgen die de laatste wolf in ons land doodschoot, VRTNWS, 13 februari 2019